# Gemeinderatswahlen im Burgenland 2022
- SPÖ: 95
- ÖVP: 71
- Sonst.: 5

Die Gemeinderatswahlen im Burgenland 2022 fanden am 2. Oktober 2022 statt und wurden in allen 171 burgenländischen Gemeinden gleichzeitig mit Bürgermeisterdirektwahlen abgehalten. Die Nachwahl (Stichwahl) bei den Bürgermeisterdirektwahlen wurde am 23. Oktober 2022 durchgeführt. Die letzte Gemeinderatswahl fand am 1. Oktober 2017 statt. Gemäß der mit Jänner 2017 in Kraft getretenen Gemeindewahlordnung gab es erstmals bei den Gemeinderatswahlen 2022 einen „vorgezogenen Wahltag“. Dieser wurde mit 30. September 2022 festgelegt.

## Zusammenfassung
Bei den Gemeinderatswahlen legte die Sozialdemokratische Partei Österreichs (SPÖ) stark zu in Prozent, bei den Bürgermeistern und Gemeinderäten. Verluste musste die Österreichischen Volkspartei (ÖVP), die Freiheitliche Partei Österreichs (FPÖ) und die Grünen dagegen hinnehmen. Die neu angetretene MFG schaffte nur in wenigen Gemeinden den Einzug in den Gemeinderat, überholte aber in Prozent gerechnet die NEOS, die von Mitgliedern des Team HC Strache – Allianz für Österreich ins Leben gerufene Bewegung Klartext Burgenland schaffte kein Mandat. Die Volkspartei konnte die Landeshauptstadt Eisenstadt sowie die Bezirkshauptstadt Oberwart verteidigen. Die Liste JES (Bürgerliste Jennersdorf) konnte ihren Vorsprung in der Bezirkshauptstadt Jennersdorf ausbauen. Die SPÖ eroberte alle anderen Bezirkshauptstädte und in fast allen Seegemeinden rund um den Neusiedler See den Bürgermeister, mit Ausnahme von Jois, Podersdorf am See und Donnerskirchen. Die SPÖ trat in elf Gemeinden mit einem Kandidaten bzw. einer Kandidatin bei der Stichwahl an (die in zwölf Gemeinden stattfand) und schaffte in neun den Bürgermeistersessel. „Dieses sehr erfreuliche Ergebnis ist wirklich unglaublich“, so SPÖ-Landesparteichef Hans Peter Doskozil. ÖVP-Landesparteiobmann Christian Sagartz erklärte nach den Stichwahlen in einer Aussendung, dies sei „kein guter Tag für die Volkspartei“. Wie bereits vor drei Wochen vor der Stichwahl habe es auch erfreuliche Ergebnisse neben sehr knappen und schmerzlichen Verlusten für die ÖVP gegeben.

## Gemeinderäte und Bürgermeister nach der Wahl 2022
Ergebnis der Gemeinderatswahl
- SPÖ: 1.623 Gemeinderäte 2022 / 1.461 Gemeinderäte 2017
- ÖVP: 1.300 Gemeinderäte 2022 / 1.364 Gemeinderäte 2017
- FPÖ: 68 Gemeinderäte 2022 / 144 Gemeinderäte 2017
- GRÜNE: 31 Gemeinderäte 2022 / 27 Gemeinderäte 2017
- MFG: 4 Gemeinderäte 2022 / 0 Mandate
- NEOS: 4 Gemeinderäte 2022 / 1 Gemeinderat 2017
- Sonstige: 143 Gemeinderäte 2022 / 146 Gemeinderäte 2017

Ergebnis der Bürgermeisterwahl
- SPÖ: 95 Bürgermeister 2022 / 83 Bürgermeister 2017
- ÖVP: 71 Bürgermeister 2022 / 82 Bürgermeister 2017
- Sonstige: 5 Mandate 2022 / 6 Mandate 2017

## Besondere Ergebnisse in einzelnen Gemeinden

### Eisenstadt
Nach den Gemeinderats- und Bürgermeisterwahlen am 2. Oktober im Burgenland ist der Eisenstädter Bürgermeister Thomas Steiner (ÖVP) zum dritten Mal angelobt worden. Zum 1. Vizebürgermeister wurde erneut Istvan Deli (ÖVP) gewählt, Charlotte Toth-Kanyak (SPÖ) übernimmt die Funktion des 2. Vizebürgermeisters von Otto Kropf. Der Gemeinderat der Landeshauptstadt setzt sich für die nächsten fünf Jahre aus 17 Vertretern der ÖVP, acht der SPÖ, drei der Grünen und einem der FPÖ zusammen. Die ÖVP verlor bei der Gemeinderatswahl leicht und kam auf 53,4 Prozent (2017: 55,3 Prozent). Steiner erreichte 61,6 Prozent, ein Zugewinn von 1,32 Prozentpunkten im Vergleich zum Urnengang 2017. Bundesratsmitglied Günter Kovacs war auf der SPÖ-Liste auf dem letzten Listenplatz. Insgesamt 325 Vorzugsstimmen haben ihm jetzt einen Platz im Gemeinderat gesichert.

### Parndorf
Burgenlands bekannte Outlet-Center-Gemeinde Parndorf wird weiterhin von einer unabhängigen Bürgerliste geführt. Drei Viertel der Wähler gaben dem amtierenden Ortschef wieder ihre Stimme, die ÖVP gewann als einzige Partei ein Mandat. Bürgermeister Wolfgang Kovacs geht in seine vierte Amtsperiode. Unangefochten und erneut mit einem Zuwachs von rund drei Prozent der Wählerstimmen hat er seine Position auf hohen Niveau gefestigt. Gleich 75,29 Prozent der Stimmen gingen an den Chef der Liste Parndorf (LIPA). Seit 2017 ist er zudem hauptberuflich als Bürgermeister der 5.200-Einwohner-Gemeinde tätig. Drei Viertel der Wähler gaben dem amtierenden Ortschef wieder ihre Stimme, die ÖVP gewann als einzige Partei ein Mandat. Die weiteren Bürgermeisterkandidaten Erwin Czerwenka (SPÖ) und Markus Aigelsreiter (FPÖ) spielten im Rennen um den Bürgermeistersessel keine Rolle. Große Verschiebungen gibt es auch im Gemeinderat nicht. Die Mandatsverteilung bleibt nahezu gleich. Spannend entwickelte sich lediglich das Match zwischen LIPA und ÖVP um das freigewordene Mandat der Grünen, die nicht mehr zur Wahl antraten. Letztlich entschieden nur wenige Stimmen zugunsten der Volkspartei. Nach mehreren Jahren zieht die ÖVP durch den Gewinn des dritten Mandats wieder in den Gemeindevorstand ein. Die SPÖ hält weiterhin bei sieben Mandaten und ist somit zweitstärkste Kraft im Parndorfer Gemeinderat. Spitzenkandidat Erwin Czerwenka darf sich über einen leichten Zuwachs seiner Partei von rund 2 Prozent freuen. Im Gemeindevorstand sind die Sozialdemokraten mit zwei Mandaten vertreten. Die FPÖ behält ihr einziges Mandat. Stefan Rainer, 2017 noch mit der Liste „Die Distel“ am Start, verpasst mit der jungen Partei MFG (1,82 Prozent) erneut den Einzug in den Gemeinderat.

### Jennersdorf
In unerwartetem Ausmaß haben sich wie schon vor fünf Jahren auch diesmal die Kräfte im Bezirksvorort verschoben. Die Liste JES (Bürgerliste Jennersdorf) konnte beim zweiten Antreten nach 2017 ihren Mandatsstand verdoppeln und mit 14 Sitzen die absolute Mehrheit erringen. Großer Verlierer war auch diesmal die ÖVP, die ihre Stimmen- wie ihre Mandatszahl halbierte und nur noch über fünf Sitze verfügt. Die FPÖ verlor die Hälfte ihrer Stimmen und hat künftig noch zwei Mandate. Die SPÖ konnte Boden gut machen und verdoppelte sich auf vier Mandatare. Die Grünen wurden von den Wählern komplett aus dem Gemeinderat bugsiert. Bürgermeister Reinhard Deutsch erlebte in der Direktwahl mit 64,9 % der Stimmen einen Triumph. Für Gabriele Lechner (ÖVP, 13,99 %), Milan Nemling (SPÖ, 13,73 %) und Michael Kristan (FPÖ, 7,39 %) blieben nur die Statistenrollen.

### Besondere Ergebnisse in Seegemeinden

#### Neusiedl am See
Neusiedl am See war eine der Gemeinden, wo ein spannendes Rennen um den Bürgermeistersessel samt Stichwahl zu erwarten war. Schließlich wurde es nur eine kurze Zitterpartie, die schon im ersten Wahlgang beendet wurde. Bürgermeisterin Elisabeth Böhm (SPÖ) knackte die nötige 50 Prozent-Marke gleich auf Anhieb. 51,68 Prozent der Wahlberechtigten gaben ihr die Stimme. ÖVP-Kandidat Thomas Halbritter – 2017 noch in der Stichwahl mit Böhm – unterlag mit 38,22 Prozent doch deutlich, 5,65 Prozent der Stimmen gingen an Rainer Fussenegger (Grüne) und 4,45 Prozent an Josef Brandlhofer (FPÖ). Auch bei der Gemeinderatswahl mussten die Türkisen mit einem Minus von rund 2 Prozent und einem Mandat weniger Verluste einstecken, während die SPÖ rund 6 Prozent der Stimmen und zwei Mandate dazugewann. Die SPÖ liegt mit 12 Mandaten somit vor der ÖVP mit 10 Mandaten. Die Grünen konnten ihre zwei Mandate halten, die FPÖ zieht mit einem Mandatar (Minus einem Sitz) wieder in den Gemeinderat ein. Die MFG schaffte mit 2,51 Prozent der Stimmen den Einzug in den Gemeinderat nicht.

#### Jois
In Jois konnte die ÖVP gegen den Trend der Wahl stark zulegen und ihre Absolute weiter ausbauen, während die SPÖ starke Verluste hinnehmen musste. In der Weinbaugemeinde am See wurde die politische Wende von 2017 damit gefestigt. Mit einem Zugewinn von 8,7 Prozent legte die ÖVP auf 59,9 Prozent (655 Stimmen) zu und erreichte 14 Mandate, um zwei Gemeinderäte mehr als 2017. Die SPÖ verlor 6,8 Prozent und sank auf 27,2 Prozent (298 Stimmen) und liegt nach dem Verlust eines Sitzes jetzt bei 6 Mandate. Auch die Liste Gemeinsam für Jois (GFJ) büßte knapp einen Sitz ein und liegt nach einem Minus von 4,4 Prozent bei 8,3 Prozent (91 Stimmen) und einem Mandat. Die FPÖ verpasste wie 2017 den Einzug in den Gemeinderat mit 3,7 Prozent (41 Stimmen), genauso wie die Liste Klartext mit 0,8 Prozent (9 Stimmen). Der amtierende Bürgermeister Hannes Steurer (ÖVP) schaffte ein Plus von starken 19,3 Prozent und erreichte 72,7 Prozent mit 839 Stimmen. Vizebürgermeisterin Karin Richter (SPÖ) folgte mit 17,8 Prozent, Helmut Altenburger (GFJ) mit 6,1 Prozent und Christian Mayer (FPÖ) mit 3,5 Prozent. Im Vorzugsstimmenrennen lag ÖVP-Ortschef Steurer mit 465 Stimmen ebenso an der Spitze, danach folgen auf dem zweiten und dritten Platz SPÖ-Kandidat Günter Weber und der bisherige ÖVP-Gemeindevorstand Sascha Krikler. Die Mitglieder unter 35 Jahre haben sich von zwei auf 6 der 21 Mandate im Gemeinderat erhöht – womit vor allem die junge Generation gestärkt wurde. Gemeinsam haben alle jüngeren Kandidatinnen und Kandidaten unter 35 Jahre allein in der Volkspartei 277 Vorzugsstimmen erhalten, wodurch hier auch beide Vorzugsstimmenmandate an die Jugend gingen.

#### Weiden am See
Heinrich Hareter von der SPÖ konnte die Stichwahl in Weiden am See gegen den Nachfolger von Altbürgermeister Wilhelm Schwartz, Christian Wandler von der ÖVP für sich entscheiden. Mit 57,73 zu 42,27 Prozent bzw. 1.068 zu 782 Stimmen von insgesamt 2.401 Wahlberechtigten wählten die Weidener Bevölkerung Hareter zu ihrem neuen Bürgermeister. Bei den Gemeinderatswahlen sicherte sich die ÖVP 10 Mandate, die SPÖ 9 Mandate und die Unabhängige Liste Weiden (ULW) 4 Mandate. Der Gemeindevorstand setzt sich wieder aus 7 Mitgliedern zusammen. Diese sind neben Bürgermeister Heinrich Hareter (SPÖ) und Vizebürgermeister Christian Wandler (ÖVP), weiters Franz Schütz (SPÖ), Jennifer Pfeffer (SPÖ), Michael Guttmann (ÖVP), Beate Gangl (ÖVP) und Klaus Fuhrmann (ULW). Die in der burgenländischen Gemeindeordnung verankerte Funktion des Gemeindekassiers nimmt nunmehr Bernhard Schütz (ULW) wahr und Gerald Nief (SPÖ) wurde neuer Umweltgemeinderat.

#### Apetlon
Mit 50,77 zu 49,23 Prozent bzw. 859 zu 833 abgegebenen Stimmen von insgesamt 1.918 Wahlberechtigten entschieden sich die Bevölkerung in Apetlon nach drei Amtsperioden Payers für eine neue Bürgermeisterin, womit das Amt an die SPÖ geht. Die ÖVP verlor bei der Gemeinderatswahl zwar 3,6 Prozentpunkte, kam aber ohne Mandatsverlust davon und kann nach wie vor die absolute Mehrheit im Gemeinderat halten. Der SPÖ gelang es hingegen, 7,8 Prozent im Vergleich zur Wahl von 2017 aufzuholen und mit 41,5 Prozentpunkten das beste Ergebnis der SPÖ in Apetlon seit 2007 einzufahren. Die FPÖ verlor unterdessen 4,2 Prozentpunkte und musste damit eines ihrer beiden Mandate an die SPÖ abgeben und schaffte ein Mandat im Gemeinderat.

#### Purbach am See
Die SPÖ erobert das Bürgermeisteramt und die Absolute in Purbach am Neusiedler See, wobei die ÖVP sehr schwere Verluste hinnehmen musste, die Grüne schaffen den Einzug. Martin Horak, der vor etwa sieben Monaten das Bürgermeisteramt von ÖVP-Vorgänger Richard Hermann übernahm, wurde nicht wiedergewählt und rutschte knapp unter 40 Prozent. Statt 12:10 für die ÖVP steht es im Purbacher Gemeinderat nun 13:9 für die SPÖ. Die absolute Mandatsmehrheit sowie das Bürgermeisteramt wandern nach dem Wahlsonntag zur SPÖ. Nikolas Brunäcker und seine Grünen schaffen mit 5,2 Prozent auf Anhieb souverän den Einzug in den Gemeinderat, die Liste Rennmayr scheitert mit insgesamt 17 Stimmen (0,8 Prozent) deutlich.

#### Breitenbrunn am See
52,35 Prozent der Bevölkerung in Breitenbrunn am Neusiedler See entschieden sich am Wahlsonntag für Helmut Hareter bei der Bürgermeisterwahl. Der neue und auch alte SPÖ-Bürgermeister musste ein Minus von 10,48 Prozent hinnehmen, wurde in seinem Amt jedoch bestätigt. Grundsätzlich werden in der Gemeinde 21 Mandate an die Parteien verteilt. Bei der Wahl erhielt die SPÖ zehn Mandate, die ÖVP sechs, die NEOS drei und FPÖ und die Grünen bekamen ein Mandat. Die NEOS mit Spitzenkandidat Christoph Schneider traten jedoch nur mit zwei Kandidaten auf ihrer Liste zur Wahl an. Der Breitenbrunner Gemeinderat besteht daher für die nächsten fünf Jahre aus 20 Mitgliedern.

#### Rust
In der Freistadt Rust büßte die SPÖ ihre absolute Mehrheit im Gemeinderat ein. Der seit 2017 amtierende Bürgermeister Gerold Stagl (SPÖ) erhielt 54,86 Prozent der Wählerstimmen und gewann die Stichwahl gegen Georg Seiler (ÖVP) in der Seegemeinde. Der Weinbauer Seiler erhielt 45,14 Prozent, er ist seit 2017 im Gemeinderat und seit 2019 Vizebürgermeister. Alle drei bisher im Gemeinderat vertretenen Parteien (SPÖ, ÖVP, FPÖ) mussten jeweils ein Mandat an das FZR abgeben, was zu völlig neuen Mehrheitsverhältnissen im Ruster Stadtparlament führte. 20 Jahre lang regierte die SPÖ Rust mit zehn Mandaten und einer absoluten Mehrheit. Die Roten liegen nach der Wahl bei 9 Mandaten, die ÖVP bei 5 Mandaten, das erstmals bei den Gemeinderatswahlen angetretene Forum Zukunft Rust (FZR) schaffte 3 Mandate und die FPÖ 2 Mandate. Unmittelbar vor der Stichwahl kam Stagl (SPÖ) auf 46,9 Prozent, Seiler (ÖVP) auf 22,5 Prozent, Mario  Horvath von der FZR auf 16,3 % und Nationalrat Christian Ries  von der FPÖ auf 14,3 Prozent.

#### Mörbisch am See
Mit 59,99 Prozent wird Bettina Zentgraf (SPÖ) deutlich neue Bürgermeisterin in Mörbisch am See. Markus Binder (ÖVP) erhält 40,1 Prozent. Zentgraf bekam bei der Stichwahl 312 Stimmen mehr als ihr Konkurrent und war seit 2017 Gemeindevorstand beziehungsweise seit 2020 Vizebürgermeisterin in Mörbisch am See. Der Winzer Binder konnte 2017 die Stichwahl gegen den damaligen Bürgermeister Jürgen Marx für sich entscheiden. Im ersten Wahlgang kam Markus Binder (ÖVP) auf 39,92 Prozent – ein Minus von 9,27 Prozent. Die SPÖ mit Bettina Zentgraf kommt auf 48,37 Prozent. Mit Ambitionen für die Stichwahl gingen auch Gerald Sommer (FPÖ) mit 5,66 Prozent und Michael Bacher (GRÜNE) mit 6,05 Prozent ins Rennen. Mit 49,57 Prozent ist die SPÖ der Wahlsieger in Mörbisch. 23 Mandate wurden bei der Gemeinderatswahl verteilt. Dies sind 2 Mandate mehr als 2017. Die ÖVP verliert 6,17 Prozent und bleibt bei 9 Mandaten. Die FPÖ kommt auf 7,06 Prozent und kann ihr Mandat halten. Die Grünen ziehen mit 6,46 Prozent mit einem Mandat in den Gemeinderat ein.